# أندريه بوش
أندريه بوش (بالفرنسية: André Busch)‏ هو لاعب كرة الماء فرنسي، ولد في 14 مارس 1913، وتوفي في 7 يوليو 1991.

## وصلات خارجية
- أندريه بوش على موقع أوليمبيديا (الإنجليزية)